# Лукьяновское казачье сельское поселение
Лукьяновское казачье се́льское поселе́ние — муниципальное образование в Одесском районе Омской области Российской Федерации.
Административный центр — село Лукьяновка.

## История
Статус и границы сельского поселения установлены Законом Омской области от 30 июля 2004 года № 548-ОЗ «О границах и статусе муниципальных образований Омской области».

## Население
| 2010  | 2011  | 2012  | 2013  | 2014  | 2015  | 2016  |
| ----- | ----- | ----- | ----- | ----- | ----- | ----- |
| 2757  | ↘2756 | ↘2703 | ↘2696 | ↗2705 | ↗2712 | ↗2766 |
| 2017  | 2018  | 2019  | 2020  | 2021  | 2023  |       |
| ↘2736 | ↘2709 | ↘2689 | ↘2643 | ↘2358 | ↘2314 |       |

## Состав сельского поселения
| № | Населённый пункт | Тип населённого пункта       | Население |
| - | ---------------- | ---------------------------- | --------- |
| 1 | Генераловка      | деревня                      | ↘431      |
| 2 | Лукьяновка       | село, административный центр | ↗1730     |
| 3 | Новопавловка     | деревня                      | ↘61       |
| 4 | Песчанка         | деревня                      | ↗166      |
| 5 | Сарат            | деревня                      | ↘225      |
| 6 | Тишанка          | деревня                      | ↘144      |